# Сато Еріко
Сато Еріко (яп. 佐藤 衣里子; нар. 25 листопада 1985, Сідзуока, Японія) — японська футболістка, півзахисниця, виступала в збірній Японії.

## Клубна кар'єра
Сато народилася 25 листопада 1985 року в префектурі Сідзуока. Після завершення навчання в Університеті Васеди виступала в ТЕПКО Марізе. 

## Кар'єра в збірній
27 липня 2003 року дебютувала у футболці національної збірної Японії в поєдинку проти Австралії. У 2008 році зіграла свій другий та останній матч у складі збірної.

## Статистика виступів у збірній
| жіноча національна збірна Японії | жіноча національна збірна Японії | жіноча національна збірна Японії |
| Рік                              | Матчі                            | Голи                             |
| -------------------------------- | -------------------------------- | -------------------------------- |
| 2003                             | 1                                | 0                                |
| 2004                             | 0                                | 0                                |
| 2005                             | 0                                | 0                                |
| 2006                             | 0                                | 0                                |
| 2007                             | 0                                | 0                                |
| 2008                             | 1                                | 0                                |
| Загалом                          | 2                                | 0                                |